# Margarita Gritskova
Margarita Gritskova (russisch Маргарита Грицкова, Margarita Grizkowa; * 19. Dezember 1987 in Leningrad) ist eine russische Opern- und Liedsängerin in der Stimmlage Mezzosopran.

## Leben
Sie studierte Gesang am Staatlichen Konservatorium St. Petersburg bei Irina Petrowna Bogatschewa. Die junge Künstlerin gewann mehrere internationale Gesangswettbewerbe. Unter der Leitung von Mariss Jansons sang sie 2008 am St. Petersburg Conservatory Theater of opera die Titelpartie in Georges Bizets Carmen. Engagements führte Gritskova an die Musikbühnen von Teneriffa, St. Moritz sowie Budapest. Seit der Spielzeit 2010/11 gehört sie zum Musiktheater-Ensemble des Deutschen Nationaltheaters Weimar. Dort brillierte sie u. a. als Carmen, Maddalena in Rigoletto, Ottone in Die Krönung der Poppea, Cherubino in Die Hochzeit des Figaro, Bramante in Alcina, Olga in Eugen Onegin, Flora in La traviata.
Mit der Spielzeit 2012/13 wechselte die Sängerin an die Wiener Staatsoper. Hier sang sie unter anderem die folgenden Partien: Dorabella in Così fan tutte, Sesto und Annio in La clemenza di Tito, Idamante in Idomeneo, Cherubino in Le nozze di Figaro, Fjodor in Boris Godunow, Dryade in Ariadne auf Naxos, Smeton in Anna Bolena, Rosina in Der Barbier von Sevilla, Angelina und Tisbe in La Cenerentola, Isabella in L’italiana in Algeri, Mascha in Tri sestri, Krista in Věc Makropulos und zuletzt die Titelrolle in Carmen.
2015 debütierte sie als Cherubino in Le nozze di Figaro bei den Sommerfestspielen in Salzburg. Weiters trat sie bei den Rossini Festivals in Bald Wildbad und Pesaro auf und spielte 2017 bei der Oper Klosterneuburg die Rolle des Isolier in Le comte Ory. Sie nahm darüber hinaus an zahlreichen Konzerten teil, zuletzt im September 2017 am Abschiedskonzert von José Carreras in der Carnegie Hall in New York.

## Preise
- 2001: Erster Preis beim II. Offenen Rachmaninow-Regionalfestival
- 2003: Grand Prix beim II offenen Rubinstein-Kinderwettbewerb
- 2004: Preisträgerin des internationalen Wettbewerbs Im Zeichen der Talente für besonders begabte Kinder – ausgezeichnet mit dem Akademiker-Lichatschow-Stern
- 2006: Preisträgerin des III. offenen russischen Musikwettbewerbs für Gesang und Klavierduos
- 2007: Preisträgerin des III. offenen russischen Musikwettbewerbs für Opernsänger
- 2008: Ausgezeichnet mit dem Preis Für das jüngste Talent beim internationalen Luciano Pavarotti Wettbewerb in Modena
- 2009: Erster Preis und Auszeichnung als jüngstes Talent beim IV internationalen Wettbewerb in Colmenar Viejo (Spanien)
- 2009: Preisträgerin des russischen öffentlichen Programms Die Hoffnungen Russlands
- 2010: Finalteilnahme am internationalen Gesangsfestival Operalia